# Hastings, Sierra Leone
Hastings är en stad i Sierra Leone. Den ligger cirka 20 kilometer sydöst om huvudstaden Freetown. 